# Cos Corneli Lèntul Getúlic
Cos Corneli Lèntul Getúlic (en llatí: Cossus Cornelius Cn. f. Lentulus Gaetulicus) va ser un magistrat romà del començament de l'Imperi. Feia part de la família dels Cornelis Lèntuls, una branca de la gens Cornèlia d'origen patrici.
Generalment és considerat fill de Gneu Corneli Lèntul, cònsol el 18 aC. Malgrat tot, la filiació no és segura, i segons Smith també podria haver estat fill de Gneu Corneli Lèntul Àugur.
Va ser elegit cònsol l'any 1 aC juntament amb Luci Calpurni Pisó. L'any 6 va ser enviat a l'Àfrica, on va derrotar els gètuls, que havien envaït el regne de Mauritània, on regnava Juba II, i per aquesta victòria va rebre el sobrenom de Getúlic i ornaments triomfals.
Quan Tiberi va ser proclamat emperador l'any [[14, va acompanyar Drus a calmar la revolta de les legions a Pannònia]]. Era temut pels soldats perquè, per la seva edat i experiència militar, se suposava que seria molt dur en la repressió; per això va estar a punt de morir a mans dels legionaris. L'any 16 apareix en un debat al senat sobre Libó, i en 22 en un debat sobre Silà. L'any 24 va ser acusat falsament de majestas (traïció), però Tiberi no va deixar seguir l'acusació.
Va morir l'any 25, ja força vell. Havia suportat la pobresa, diu Tàcit, amb paciència. Més endavant va adquirir una gran fortuna per mitjans honestos i va morir molt ric.